# Stanislav Medvedenko
Stanislav « Slava » Medvedenko (en ukrainien : Станіслав « Слава » Медведенко), né le 4 avril 1979 dans le village de Karapyshi, est un joueur ukrainien de basket-ball, évoluant au poste d'ailier fort. Il a notamment joué pour les Lakers de Los Angeles, avec lesquels il devient champion NBA en 2001 et 2002.

## Carrière
Stanislav Medvedenko rejoint les Lakers de Los Angeles en 2000-2001, est réputé pour ses capacités de tireur. La saison 2003-2004 est un tournant dans sa carrière, profitant d'une blessure au genou de Karl Malone, Medvedenko devenant alors titulaire. Ses moyennes statistiques doublent lors de cette saison. Mais une blessure lors de la présaison 2004 l'éloigne des parquets. Avec le retour de Phil Jackson à la tête des Lakers, Medvedenko espère retrouver sa place grâce à son expérience de l'attaque en triangle. Cependant, à cause d'une hernie discale, il manque l'intégralité de la saison 2005-2006. Il est évincé au mois de mars 2006, pour permettre aux Lakers de recruter Jim Jackson.
Medvedenko est recruté par les Hawks d'Atlanta le 28 décembre 2006 pour le reste de la saison,.